# Temporada 1998 del Campeonato Mundial de Rally
La temporada 1998 fue la edición 26º del Campeonato Mundial de Rally. Comenzó el 19 de enero con el Rally de Montecarlo y finalizó el 24 de noviembre en el Rally de Gran Bretaña. 
El vencedor no se conoció hasta la última prueba del año en el que Carlos Sainz y Tommi Mäkinen se jugaban el título. Durante el rally en Gales, el finlandés destrozó la rueda trasera derecha al golpear contra un bloque de cemento, decidió continuar, pero finalmente tuvo que abandonar cuando un control policial le obligó a detenerse. De esta manera al español le bastaba con terminar cuarto en la carrera, sin embargo, a solo 500 metros de la meta del último tramo, el Toyota Corolla WRC se averió y Sainz no pudo terminar, por lo que el título se fue para Mäkinen, que se enteró de la noticia durante una entrevista posterior a la carrera.

## Calendario
El calendario presentaba 14 pruebas inicialmente, pero el Rally de Indonesia fue cancelado.
| Ronda | Fecha                      | Rally                  |
| ----- | -------------------------- | ---------------------- |
| 1     | 19–21 de enero             | Rally de Montecarlo    |
| 2     | 6–8 de febrero             | Rally de Suecia        |
| 3     | 28 de febrero - 2 de marzo | Rally Safari           |
| 4     | 22–25 de marzo             | Rally de Portugal      |
| 5     | 20–22 de abril             | Rally Cataluña         |
| 6     | 4–6 de mayo                | Rally de Córcega       |
| 7     | 20–23 de mayo              | Rally de Argentina     |
| 8     | 7–9 de junio               | Rally Acrópolis        |
| 9     | 24–27 de julio             | Rally de Nueva Zelanda |
| 10    | 21–23 de agosto            | Rally de Finlandia     |
| 11    | 12–14 de octubre           | Rally de San Remo      |
| 12    | 5–8 de noviembre           | Rally de Australia     |
| 13    | 22–24 de noviembre         | Rally de Gran Bretaña  |

- Referencias[2]

## Cambios y novedades
Uno de los principales cambios en la reglamentación fue la introducción de la décima de segundo en los tiempos.

## Equipos
| Equipo                      | Constructor | Vehículo              | Neumático     | Piloto           | Copiloto             | Rondas          |
| --------------------------- | ----------- | --------------------- | ------------- | ---------------- | -------------------- | --------------- |
| Team Mitsubishi Ralliart    | Mitsubishi  | Lancer Evo IV         | Michelin      | Tommi Mäkinen    | Risto Mannisenmäki   | 1-13            |
| Team Mitsubishi Ralliart    | Mitsubishi  | Lancer Evo IV         | Michelin      | Richard Burns    | Robert Reid          | 1-13            |
| Team Mitsubishi Ralliart    | Mitsubishi  | Lancer Evo IV         | Michelin      | Uwe Nittel       | Christina Thörner    | 1–2, 4–5, 8, 10 |
| 555 Subaru World Rally Team | Subaru      | Impreza WRC           | Pirelli       | Colin McRae      | Nicky Grist          | 1-13            |
| 555 Subaru World Rally Team | Subaru      | Impreza WRC           | Pirelli       | Piero Liatti     | Fabrizia Pons        | 1–9, 11–12      |
| 555 Subaru World Rally Team | Subaru      | Impreza WRC           | Pirelli       | Kenneth Eriksson | Staffan Parmader     | 2               |
| 555 Subaru World Rally Team | Subaru      | Impreza WRC           | Pirelli       | Jarmo Kytölehto  | Arto Kapanen         | 10              |
| 555 Subaru World Rally Team | Subaru      | Impreza WRC           | Pirelli       | Alister McRae    | David Senior         | 13              |
| 555 Subaru World Rally Team | Subaru      | Impreza WRC           | Pirelli       | Ari Vatanen      | Fabrizia Pons        | 13              |
| 555 Subaru World Rally Team | Subaru      | Impreza WRC           | Pirelli       | Juha Kangas      | Pentti Kuukkala      | 9               |
| Toyota Castrol Team         | Toyota      | Corolla WRC           | Michelin      | Carlos Sainz     | Luis Moya            | 1-13            |
| Toyota Castrol Team         | Toyota      | Corolla WRC           | Michelin      | Didier Auriol    | Denis Giraudet       | 1-13            |
| Toyota Castrol Team         | Toyota      | Corolla WRC           | Michelin      | Thomas Rådström  | Lars Bäckman         | 2               |
| Toyota Castrol Team         | Toyota      | Corolla WRC           | Michelin      | Freddy Loix      | Seven Smeets         | 4, 5, 8, 12     |
| Toyota Castrol Team         | Toyota      | Corolla WRC           | Michelin      | Marcus Grönholm  | Timo Rautiainen      | 10, 13          |
| Toyota Castrol Team         | Toyota      | Corolla WRC           | Michelin      | Neal Bates       | Coral Taylor         | 12              |
| Toyota Castrol Team         | Toyota      | Corolla WRC           | Michelin      | Isolde Holderied | Anne-Chantal Pauwels | 6               |
| Toyota Castrol Team         | Toyota      | Corolla WRC           | Michelin      | Henrik Lundgaard | Henrik Vestergaard   | 13              |
| Ford Motor Company          | Ford        | Escort WRC            | Michelin      | Juha Kankkunen   | Juha Repo            | 1-13            |
| Ford Motor Company          | Ford        | Escort WRC            | Michelin      | Bruno Thiry      | Stépahne Prévot      | 1–2, 5–13       |
| Ford Motor Company          | Ford        | Escort WRC            | Michelin      | Ari Vatanen      | Fred Gallagher       | 3–4, 10         |
| Hyundai Motorsport          | Hyundai     | Hyundai Coupé Kit Car |               | Kenneth Eriksson | Staffan Parmader     | 4-5, 7-13       |
| Hyundai Motorsport          | Hyundai     | Hyundai Coupé Kit Car | Alister McRae | David Senior     | 5                    |                 |
| Hyundai Motorsport          | Hyundai     | Hyundai Coupé Kit Car | Alister McRae | Chris Patterson  | 6                    |                 |
| SEAT Sport                  | SEAT        | SEAT Ibiza Kit Car    | Pirelli       | Harri Rovanperä  | Voitto Silander      | 1-3             |
| SEAT Sport                  | SEAT        | SEAT Ibiza Kit Car    | Pirelli       | Harri Rovanperä  | Risto Pietiläinen    | 4-5, 7-9        |
| SEAT Sport                  | SEAT        | Córdoba WRC           | Pirelli       | Harri Rovanperä  | Risto Pietiläinen    | 10-13           |
| SEAT Sport                  | SEAT        | Seat Ibiza Kit Car    | Pirelli       | Oriol Gómez      | Marc Martí           | 1-5, 7-8        |
| SEAT Sport                  | SEAT        | Córdoba WRC           | Pirelli       | Oriol Gómez      | Marc Martí           | 10              |
| SEAT Sport                  | SEAT        | Seat Ibiza Kit Car    | Pirelli       | Marc Duez        | Luc Manset           | 4               |
| SEAT Sport                  | SEAT        | Córdoba WRC           | Pirelli       | Marc Duez        | Luc Manset           | 11-12           |
| SEAT Sport                  | SEAT        | Seat Ibiza Kit Car    | Pirelli       | Gwyndaf Evans    | Howard Davies        | 10, 12          |
| SEAT Sport                  | SEAT        | Córdoba WRC           | Pirelli       | Gwyndaf Evans    | Howard Davies        | 13              |

- Referencias[4]

## Resultados

### Campeonato de Pilotos
| Pos. | Piloto               | MON | SWE | KEN | POR | ESP | FRA | ARG | GRE | NZL | FIN | ITA | AUS | GBR | Pts |
| ---- | -------------------- | --- | --- | --- | --- | --- | --- | --- | --- | --- | --- | --- | --- | --- | --- |
| 1    | Tommi Mäkinen        | Ret | 1   | Ret | Ret | 3   | Ret | 1   | Ret | 3   | 1   | 1   | 1   | Ret | 58  |
| 2    | Carlos Sainz         | 1   | 2   | Ret | 2   | 7   | 8   | 2   | 4   | 1   | 2   | 4   | 2   | Ret | 56  |
| 3    | Colin McRae          | 3   | Ret | Ret | 1   | Ret | 1   | 5   | 1   | 5   | Ret | 3   | 4   | Ret | 45  |
| 4    | Juha Kankkunen       | 2   | 3   | 2   | 7   | Ret | 9   | 3   | 3   | 4   | 3   | Ret | 5   | 2   | 39  |
| 5    | Didier Auriol        | 14  | 6   | 4   | Ret | 1   | 6   | Ret | 2   | 2   | 4   | Ret | 3   | Ret | 34  |
| 6    | Richard Burns        | 5   | 15  | 1   | 4   | 4   | Ret | 4   | Ret | 9   | 5   | 7   | Ret | 1   | 33  |
| 7    | Piero Liatti         | 4   | 9   | Ret | 6   | Ret | 3   | 6   | 6   | 6   |     | 2   | Ret |     | 17  |
| 8    | Freddy Loix          |     |     |     | 3   | 2   |     |     | 5   |     |     |     | 6   |     | 13  |
| 9    | Bruno Thiry          | 6   | 8   |     |     | Ret | 5   | Ret | Ret | Ret | 10  | 6   | 7   | 3   | 8   |
| 10   | François Delecour    | 10  |     |     |     | 8   | 2   |     |     |     |     | Ret |     |     | 6   |
| 10   | Ari Vatanen          |     |     | 3   | 5   |     |     |     |     |     | Ret |     |     | Ret | 6   |
| 10   | Gilles Panizzi       | 9   |     |     |     | 6   | 4   |     |     |     | 35  | 5   |     | Ret | 6   |
| 13   | Kenneth Eriksson     |     | 4   |     | Ret | 21  |     | Ret | Ret | 20  | Ret | Ret | 22  | Ret | 3   |
| 13   | Grégoire De Mévius   |     |     |     | 8   |     |     |     |     |     |     | 12  |     | 4   | 3   |
| 13   | Harri Rovanperä      | 11  | Ret | 5   | Ret | Ret |     | Ret | 15  | 13  | 11  | Ret | 11  | 6   | 3   |
| 16   | Marcus Grönholm      |     | 5   |     | Ret | Ret |     |     |     | Ret | 7   |     |     | Ret | 2   |
| 16   | Philippe Bugalski    |     |     |     |     | 5   | Ret |     |     |     |     | Ret |     |     | 2   |
| 16   | Sebastian Lindholm   |     |     |     |     |     |     |     |     |     | Ret |     | 9   | 5   | 2   |
| 19   | Raimund Baumschlager |     |     | 6   | Ret |     |     |     |     |     |     |     |     | Ret | 1   |
| 19   | Thomas Rådström      |     | Ret |     | Ret | 12  |     |     | Ret | 7   | 6   |     |     |     | 1   |
| Pos. | Piloto               | MON | SWE | KEN | POR | ESP | FRA | ARG | GRE | NZL | FIN | ITA | AUS | GBR | Pts |

- Referencias[5]

### Campeonato de Constructores
| Pos. | Equipo     | Rally | Rally | Rally | Rally | Rally | Rally | Rally | Rally | Rally | Rally | Rally | Rally | Rally | Total puntos |
| Pos. | Equipo     | MON   | SWE   | KEN   | POR   | ESP   | FRA   | ARG   | GRE   | NZL   | FIN   | ITA   | AUS   | GBR   | Total puntos |
| ---- | ---------- | ----- | ----- | ----- | ----- | ----- | ----- | ----- | ----- | ----- | ----- | ----- | ----- | ----- | ------------ |
| 1    | Mitsubishi | 2     | 10    | 10    | 3     | 7     | 0     | 13    | 0     | 4     | 12    | 10    | 10    | 10    | 91           |
| 2    | Toyota     | 10    | 6     | 3     | 6     | 6     | 1     | 6     | 9     | 16    | 9     | 3     | 10    | 0     | 85           |
| 3    | Subaru     | 7     | 3     | 0     | 11    | 0     | 14    | 3     | 11    | 3     | 0     | 10    | 3     | 0     | 65           |
| 4    | Ford       | 7     | 4     | 10    | 2     | 0     | 2     | 4     | 4     | 3     | 4     | 1     | 2     | 10    | 53           |
| 5    | SEAT       | 0     | 0     | 0     | 0     | 0     | 0     | 0     | 0     | 0     | 0     | 0     | 0     | 1     | 1            |

### Copa de Producción
| Pos. | Piloto                | MON | SWE | KEN | POR | ESP | FRA | ARG | GRE | NZL | FIN | ITA | AUS | GBR | Puntos |
| ---- | --------------------- | --- | --- | --- | --- | --- | --- | --- | --- | --- | --- | --- | --- | --- | ------ |
| 1    | Gustavo Trelles       |     |     |     | 13  | 13  | 8   | 13  | 13  | 8   | 13  | 5   | 8   |     | 94     |
| 2    | Manfred Stohl         | 13  |     | 8   | 8   | 8   | 13  |     |     | 5   |     |     | 3   | 13  | 71     |
| 3    | Luis Climent          | 8   |     | 13  | 3   |     |     |     | 5   |     | 8   |     |     |     | 37     |
| 4    | Michael Guest         |     |     |     |     |     |     |     |     | 13  |     |     | 13  |     | 26     |
| 5    | Hamed al-Wahaibi      |     |     |     | 1   |     |     | 8   | 8   | 2   |     |     |     | 5   | 24     |
| 6    | Sitg-Olov Walfridsson |     | 13  |     |     |     |     |     |     |     |     |     |     |     | 13     |
| 7    | Gigi Galli            |     |     |     |     |     |     |     |     |     |     | 13  |     |     | 13     |

- Referencias[6]